# Aeropuerto de Chisasibi
El Aeropuerto de Chisasibi (del inglés: Chisasibi Airport) (IATA: YKU, FAA LID: CSU2) está ubicado a 1,7 MN (3,1 km; 2,0 mi) al noroeste de Chisasibi, Quebec, Canadá. 

## Aerolíneas y destinos
- Air Creebec
  - Kuujjuarapik / Aeropuerto de Kuujjuarapik
  - Waskaganish / Aeropuerto de Waskaganish
  - Radisson / Aeropuerto de La Grande Rivière